# Journal of the American Academy of Orthopaedic Surgeons
Das Journal of the American Academy of Orthopaedic Surgeons, abgekürzt J. Am. Acad. Orthop. Surg. oder JAAOS, ist eine wissenschaftliche Fachzeitschrift, die vom Lippincott Williams & Wilkins-Verlag im Auftrag der American Academy of Orthopaedic Surgeons veröffentlicht wird. Die Zeitschrift erscheint mit zwölf Ausgaben im Jahr. Es werden Arbeiten veröffentlicht, die sich mit Erkrankungen des Muskel- und Skelettsystems beschäftigen.
Der Impact Factor lag im Jahr 2022 bei 3,2. Nach der Statistik des ISI Web of Knowledge wird das Journal mit diesem Impact Factor in der Kategorie Chirurgie an 51. Stelle von 198 Zeitschriften und in der Kategorie Orthopädie an 14. Stelle von 72 Zeitschriften geführt.